# Lake City (Michigan)
Lake City è un comune degli Stati Uniti d'America, situato nello Stato del Michigan, nella contea di Missaukee, della quale è il capoluogo.